# 方發財
方發財（荷蘭語：Eric Pang，1982年1月30日—），荷蘭男子羽毛球運動員；曾在2009至2013年，連續六屆贏得荷蘭全國羽毛球錦標賽男子單打冠軍。

## 簡歷
方發財是荷兰、印尼和新加坡混血儿，是荷蘭國家羽毛球隊的一号男单。
2012年，方發財參加荷蘭羽毛球大獎賽，奪得男子單打冠軍。
2013年8月，方發財參加中國廣州舉行的世界羽毛球錦標賽，出戰男子單打項目，首圈因對手棄權自動晉級，但在第二圈就以0比2（14-21、17-21）不敵中國的林丹出局。

### 2014年世錦賽晉八強
2014年8月，方發財參加丹麥哥本哈根舉行的世界羽毛球錦標賽，出戰男子單打項目。他先在首圈擊敗瑞典的马蒂亚斯·博里，後在次圈以2比0爆冷力克11號種子、中國的田厚威晉級；第三圈面對泰國的达农沙·森颂汶素，又以2比1（19-21、21-18、21-16）反勝；但至半準決賽，他在力戰下終以0比2（20-22、19-21）負於5號種子、印尼的汤米·苏吉亚托，8強止步。

## 主要比賽成績
只列出曾進入準決賽的國際賽事成績：
| 年份   | 賽事                       | 公開賽級別 | 項目     | 成績   |
| ------ | -------------------------- | ---------- | -------- | ------ |
| 2008年 | 中華台北羽毛球黃金大獎賽   | 黃金大獎賽 | 男子單打 | 準決賽 |
| 2008年 | 荷蘭羽毛球大獎賽           | 大獎賽     | 男子單打 | 準決賽 |
| 2009年 | 德國羽毛球大獎賽           | 大獎賽     | 男子單打 | 準決賽 |
| 2009年 | 荷蘭羽毛球國際賽           | 國際挑戰賽 | 男子單打 | 亞軍   |
| 2009年 | 碧特博格羽毛球大獎賽       | 大獎賽     | 男子單打 | 亞軍   |
| 2009年 | 荷蘭羽毛球大獎賽           | 大獎賽     | 男子單打 | 亞軍   |
| 2010年 | 西班牙羽毛球公開賽         | 國際挑戰賽 | 男子單打 | 冠軍   |
| 2010年 | 比利時羽毛球國際賽         | 國際挑戰賽 | 男子單打 | 亞軍   |
| 2010年 | 荷蘭羽毛球大獎賽           | 大獎賽     | 男子單打 | 準決賽 |
| 2010年 | 挪威羽毛球國際賽           | 國際挑戰賽 | 男子單打 | 準決賽 |
| 2010年 | 土耳其羽毛球國際賽         | 國際系列賽 | 男子單打 | 亞軍   |
| 2011年 | 瑞典斯德哥爾摩羽毛球國際賽 | 國際挑戰賽 | 男子單打 | 準決賽 |
| 2011年 | 荷蘭羽毛球國際賽           | 國際挑戰賽 | 男子單打 | 準決賽 |
| 2011年 | 丹麥羽毛球國際賽           | 國際挑戰賽 | 男子單打 | 準決賽 |
| 2011年 | 比利時羽毛球國際賽         | 國際挑戰賽 | 男子單打 | 準決賽 |
| 2011年 | 荷蘭羽毛球大獎賽           | 大獎賽     | 男子單打 | 準決賽 |
| 2011年 | 碧特博格羽毛球黃金大獎賽   | 黃金大獎賽 | 男子單打 | 準決賽 |
| 2012年 | 瑞典斯德哥爾摩羽毛球國際賽 | 國際挑戰賽 | 男子單打 | 亞軍   |
| 2012年 | 荷蘭羽毛球大獎賽           | 大獎賽     | 男子單打 | 冠軍   |
| 2012年 | 蘇格蘭羽毛球國際賽         | 國際挑戰賽 | 男子單打 | 準決賽 |
| 2013年 | 瑞典斯德哥爾摩羽毛球國際賽 | 國際挑戰賽 | 男子單打 | 亞軍   |
| 2013年 | 法國羽毛球國際賽           | 國際挑戰賽 | 男子單打 | 準決賽 |
| 2013年 | 荷蘭羽毛球國際賽           | 國際挑戰賽 | 男子單打 | 亞軍   |
| 2013年 | 加拿大羽毛球國際挑戰賽     | 國際挑戰賽 | 男子單打 | 冠軍   |
| 2013年 | 加拿大羽毛球大獎賽         | 大獎賽     | 男子單打 | 亞軍   |
| 2013年 | 比利時羽毛球國際賽         | 國際挑戰賽 | 男子單打 | 亞軍   |
| 2015年 | 奧地利羽毛球公開賽         | 國際挑戰賽 | 男子單打 | 準決賽 |
| 2015年 | 克羅地亞羽毛球國際賽       | 國際系列賽 | 男子單打 | 冠軍   |
| 2015年 | 荷蘭羽毛球國際賽           | 國際系列賽 | 男子單打 | 準決賽 |

| 2007-2017年 | 首要超級賽 | 超級賽 | 黃金大獎賽 | 大獎賽 | 國際挑戰賽 | 國際系列賽 | 未來系列賽 | 其他 |

### 奧運會和世錦賽參賽紀錄
|          | 2005 | 2006 | 2007 | 2008 | 2009 | 2010 | 2011 | 2012 | 2013 | 2014 |
| -------- | ---- | ---- | ---- | ---- | ---- | ---- | ---- | ---- | ---- | ---- |
| 男子單打 | 32強 | 16強 | 32強 | －   | 64強 | 64強 | 64強 | －   | 32強 | 8強  |

## 個人生活
方發財的妻子為荷兰羽毛球運動員姚洁，兩人於2009年1月完婚。姚洁在2012年宣布退役后，就一直成为方發財的教练。